# Вторжение на Палаван
Вторжение на Палаван (филиппинский язык: Paglusob sa Palawan) — наземная операция по освобождению острова Палаван (Филиппины) от японских войск, которая проходила с 23 февраля по 22 апреля 1945 года на Тихоокеанском театре военных действий Второй мировой войны, часть операции по освобождению Филиппин.

## Предыстория
6 февраля 1945 года, через три дня после того, как части 6-й армии США Уолтера Крюгера вошли в Манилу, генерал Дуглас Макартур издал приказ о проведении операций на юге Филиппин под кодовым названием VICTOR.
Поскольку остров Миндоро был освобожден 16 декабря 1944 года, а кампания по освобождению острова Лусон уже началась, американское командование хотело обезопасить южные острова Филиппин от вторжения японских войск из Индокитая и сократить поддержку японских сил, которые находились на Филиппинах, было принято решение по захвату острова Палаван.
8-я армия США под командованием генерал-лейтенанта Роберта Эйчелбергера была направлена на захват столицы провинции Палаван Пуэрто-Принсеса, после захвата города они должны были направится на полуостров Замбоанга на западе Минданао, а также занять часть архипелага Сулу.
10 февраля 1945 года 7 американских солдат высадились на Палаван и связались с местной партизанской сетью. Они собрали сведения о численности японских войск, которых насчитывалось 1285 солдат и координировали предстоящую высадку войск.

### Операция VICTOR III
Основными задачами операции была полная изоляция центральных филиппинских островов Панай, Негрос, Себу и Бохоль, а также расширение зоны воздушных операций союзников. Самолёты, базирующиеся в Палаване, могли выполнять миссии на территории до Индокитая и отрезать японские морские пути в Южно-Китайском море, в то время как самолёты, летящие из Замбоанги и островов Сулу, могли достигать японских нефтяных платформ на Борнео. Генерал Эйчелбергер выбрал 41-ю пехотную дивизию под командование генерал-майора Дженса Доу для проведения операций в Палаване, Замбоанге и Сулу.
Палаван, как и большинство филиппинских островов, был крайне неудобен для высадке войск. Остров в длину более 320 км, а в ширину 48 км. Остров окутан многочисленными рифами, песчаными отмелями и мангровыми болотами, поэтому на побережье острова было всего несколько подходящих пляжей для высадке войск. Вглубь острова прибрежная равнина сменялась густым лесом, который предоставлял большой оборонительных потенциал японским войскам. Вторжение на Палаван было поручено 186-й полковой боевой группе под командованием заместителя командира 41-й пехотной дивизии Гарольда Хейни.
Для защиты десантных сил и поддержки огнем была выделена оперативная группа крейсеров и эсминцев Седьмого флота ВМС США под командованием вице-адмирала Томаса Кинкейда. Высадка войск на Палаван осуществлялась десантной группой контр-адмирала Уильяма Фечтелера.

## Сражение

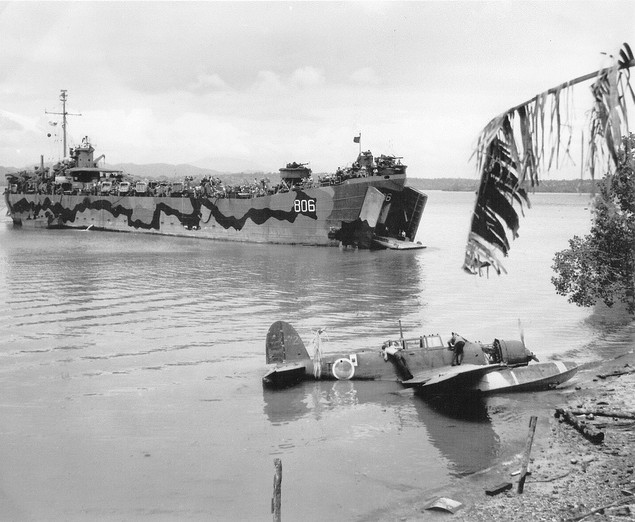
Высадка американского десанта на Палаван

26 февраля 1945 года начался двухдневный авиаудар и морская бомбардировка военными кораблями. Утром 28 февраля первая волна десанта начала двигаться на берег в сторону столицы провинции Пуэрто-Принсеса. Как и ожидалось продвижение войск было замедлено географическими особенностями острова, но благодаря 2-й специальной инженерной бригаде войска продвигались вглубь острова. Два батальона 186-й полковой боевой группы нанесли удар с севера вдоль восточной стороны гавани Пуэрто-Принсеса, а третий батальон пересек залив и двинулся на север. Остатки 35-й армии Японии под руководством генерал-лейтенанта Сосаку Судзуки не вступили в бой при Пуэрто-Принсеса и отступили в горы на северо-запад.
После захвата Пуэрто-Принсеса американские войска узнали о страшной трагедии декабря 1944 года, которое вошло в историю как массовое убийство в лагере Пуэрто-Принсеса. В этой резне было убито 139 американских солдат. 11 солдат выжило и после начала высадки американских войск, присоединились к ним.
3 марта начались ожесточенные бои в холмах в 16 км к северу от города. На уничтожение укреплений в холмах ушло 5 дней. В последующие дни были захвачены небольшие острова на севере и юге от Палавана.
9 марта разведывательная группа высадилась на остров Думаран к северо-востоку от Палавана и заняли его, так как он не охранялся. 9 апреля рота F 186-й полковой боевой группы высадилась на остров Бусуанга, уничтожила 10 японцев и сообщила о захвате острова. Впоследствии также были захвачены близлежащие острова Кулион и Корон. Затем 16 апреля 2-й батальон высадился на остров Балабак, а 22 апреля на Панданан. Оба эти острова были захвачены без сопротивления.

## Последствия
Армия США при захвате острова Палаван потеряла 12 убитых и 56 раненых, в то время как японские войска потеряли убитыми почти 900 и 140 было ранено. Операция по зачистке Палавана продолжались до конца апреля, когда оставшиеся японцы просто отошли вглубь горных джунглей Палавана, где были уничтожены американскими солдатами совместно с филиппинскими партизанами. Практически сразу после нападения на Палаван началось строительство аэродрома, который был закончен к концу марта 1945 года.

## Примечание
1. ↑  Southern Philippines. history.army.mil. Дата обращения: 9 января 2020. Архивировано 13 января 2020 года.
2. ↑  Chapter 11: Operations of the Eighth Army in the Southern Philippines. history.army.mil. Дата обращения: 11 января 2020. Архивировано 21 августа 2020 года.